# Araballi, Sagar
Araballi là một làng thuộc tehsil Sagar, huyện Shimoga, bang Karnataka, Ấn Độ.